# Zwrot odwrotny

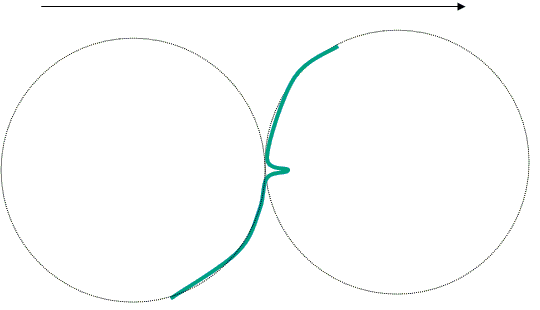
Schemat zwrotu odwrotnego (countera)

Zwrot odwrotny (ang. Counter turn) – to jeden z elementów łyżwiarskich zaliczanych do sekwencji kroków. Zwrot odwrotny wykonywany jest na jednej nodze i pozwala łyżwiarzowi na zmianę kierunku jazdy z jednego okręgu na drugi, ale w przeciwieństwie do zwrotu, wierzchołek wskazuje na zewnątrz pierwszego okręgu. Wykonując zwrot odwrotny łyżwiarz pozostaje na tej samej krawędzi łyżwy nogi łyżwiarskiej (czyli następuje zwrot z zewnętrznej na zewnętrzną lub z wewnętrznej na wewnętrzną). 
Zwrot odwrotny jest często wykonywany przez pary taneczne w obowiązkowych sekwencjach kroków pochodzących ze wzorów tańca np. w tańcu rytmicznym, a wcześniej (przed zmianą przepisów w 2010 roku) w tańcu obowiązkowym.